# Ange et Gabrielle
Pour plus de détails, voir Fiche technique et Distribution.
Ange et Gabrielle est une comédie romantique française coécrite et réalisée par Anne Giafferi, sortie en 2015. Il s'agit de l'adaptation de la pièce de théâtre L’Éveil du chameau de Murielle Magellan.

## Synopsis
À Paris, Gabrielle est pharmacienne et mère célibataire de Claire, 17 ans, elle-même enceinte de son petit ami, Simon. Ce dernier est né lui-même de père inconnu et a été élevé par sa mère.
Gabrielle ayant appris, par la mère de Simon, que ce dernier serait le fils d'Ange, un architecte célibataire, elle va le trouver à son bureau pour lui demander d'intervenir auprès de son fils. Dans un premier temps, Ange nie être le père de Simon et refuse d'intervenir. Mais la ténacité de Gabrielle va changer les choses.

## Fiche technique
- Titre original : Ange et Gabrielle
- Titre international : Love at First Child
- Réalisation : Anne Giafferi
- Scénario : Anne Giafferi et Anne Le Ny, d'après la pièce de théâtre L’Éveil du chameau de Murielle Magellan
- Décors : Michèle Abbé-Vannier
- Costumes : Nathalie Chesnais
- Photographie : Stéphane Cami
- Son : Benjamin Jaussaud, Maud Lombart et Christophe Vingtrinier
- Montage : Christine Lucas Navarro
- Musique : Jean-Michel Bernard
- Production : Benoît Jaubert et Marc Olla ; Joël Maytie et Cédric Monnerie (associées)
- Sociétés de production : Benji Films et Palazzo Films ; TF1 Droits Audiovisuels, UGC Production et TF1 Films Production (coproductions) ; SOFICA Cinémage 9 et SofiTVciné 2 (en association avec)
- Sociétés de distribution : UGC Distribution ( France) ; AZ Films ( Québec), Pathé Films AG ( Suisse romande) et Victory Productions ( Belgique)
- Budget : 6,9 million d'euros[1]
- Pays d'origine :  France
- Langue originale : français
- Format : couleur
- Son : Dolby 5.1
- Genre : comédie romantique
- Durée : 91 minutes
- Dates de sortie :
  - Belgique, France, Suisse : 11 novembre 2015
  - Québec : 19 février 2016

## Distribution
- Patrick Bruel : Ange
- Isabelle Carré : Gabrielle
- Alice de Lencquesaing : Claire
- Thomas Solivérès : Simon
- Carole Franck : Caroline
- Laurent Stocker : Guillaume
- Eric Naggar : médecin

## Accueil

### Sortie et festivals
Ange et Gabrielle sort le 11 novembre 2015 dans les salles obscures françaises, ainsi que celles de Belgique et Suisse romande. Quant au Québec, A-Z Films le distribue dès le 19 février 2016.
Il est sélectionné dans deux festivals, dont Rendez-vous du cinéma français à Paris en janvier 2016 et City of Lights, City of Angels (CoLCoA) en avril 2016.

### Accueil critique
Alain Grasset du Parisien trouve ce film « drôle et juste ». En revanche, Frédéric Mignard du aVoir-aLire.com ne s'empêche pas de dire que c'est l'« énième romcom-concept qui tourne en rond autour de personnages archétypaux déteints du cinéma américain. Bruel et Isabelle Carré ne sauvent en rien les meubles ».

## Distinctions

### Nominations
- Rendez-vous du cinéma français à Paris 2016 : sélection « Press Junket »
- City of Lights, City of Angels 2016 : sélection « Films français »